# Пир Цариградски
Пир (? – 1 јуна 654.) био је васељенски патријарх од 20. децембра 638. до 29. септембра 641, и поновоод 9. јануара до 1. јуна 654.
Подржавао је и залагао се за монотелитизам, христолошку доктрину коју је подржавао и сам цар Ираклије . Од 638, уз подршку Ираклија, дошао је на патријаршиски трон. У немирима који су наступили након Ираклијеве смрти, био је оптужен за ковање завере која је за циљ имала убство цара Константина III, што је наводно планирао са царицом Мартином како би фаворизовао њеног сина Ираклиона. Војска и становништво су се побунили, а моћни Валентијан је свргнуо и протеао Пира у Афрички егзархат. Ускоро након тога, Мартина и Ираклиона су такође свргнути и прогнани, Констанс II, Константинов син, проглашен је за јединог цара.
Док је био у изгнаству, године 645. год где је након јавне теолошке распараве са Максимом Исповедником о вери (Disputatio cum Pyrrho), накрају одбацио монотелитизам, након чега је посетио Рим 647. Одатле је пут наставио до Равене и вратио се у Константинопољ, променио своје становиште и поново успоставио монотелитизам. Последица тога била је да је он био екскомунициран од стране римског патријараха Теодора I, али је ипак успео у намери да поново постане патријарх што се и догодило почетком 654. год, задржавши ту титулу до своје смрти, односно до 1. јуна исте године.
Он је посмртно одбачен као јеретик на Трећем константинопољском сабору.